# Neumarkt in der Steiermark
Neumarkt in der Steiermark è un comune austriaco di 5 068 abitanti nel distretto di Murau, in Stiria. È stato creato il 1º gennaio 2015 dalla fusione dei precedenti comuni di Dürnstein in der Steiermark, Neumarkt in Steiermark, Kulm am Zirbitz, Mariahof, Perchau am Sattel, Sankt Marein bei Neumarkt e Zeutschach e ha lo status di comune mercato (Marktgemeinde); capoluogo comunale è Neumarkt in Steiermark